# Štefan Rosina
Štefan Rosina, né le 15 juillet 1987 à Púchov dans la Région de Trenčín, est un pilote automobile slovaque. 
Depuis 2011, il participe au sein de l'écurie Reiter Engineering à différentes courses de Grand Tourisme dont les FIA GT Series. En parallèle, il est engagé en Porsche Supercup depuis 2007.

## Palmarès
- Porsche Supercup
  - 3e du classement général en 2009[1]

- Championnat du monde FIA GT1
  - Vainqueur des courses de qualification du Nürburgring en 2012

- FIA GT Series
  - Pole position lors de la première course de Zolder en 2013
  - Vainqueur de la seconde course de Zolder en 2013